# Petit Khingan
Le Petit Khingan (mongol : ᠪᠠᠭ᠎ᠠ
ᠬᠢᠩᠭᠠᠨ, VPMC : baga qingganu, cyrillique : Бага Хянган, MNS : Baga Khyangan ; chinois : 小兴安岭 ; pinyin : xiǎo xīngān lǐng, russe : Малый Хинган, Maly Khingan) est une chaîne de montagnes de la province du Heilongjiang, au Nord-Est de la république populaire de Chine, et de Russie, située le long du fleuve Amour, à l'est du Grand Khingan.
Elle mesure environ 400 km de longueur, en général entre 600 et 1 000 m d'altitude, avec le plus haut sommet, le mont Pingding (平顶山), culminant à 1 429 mètres.

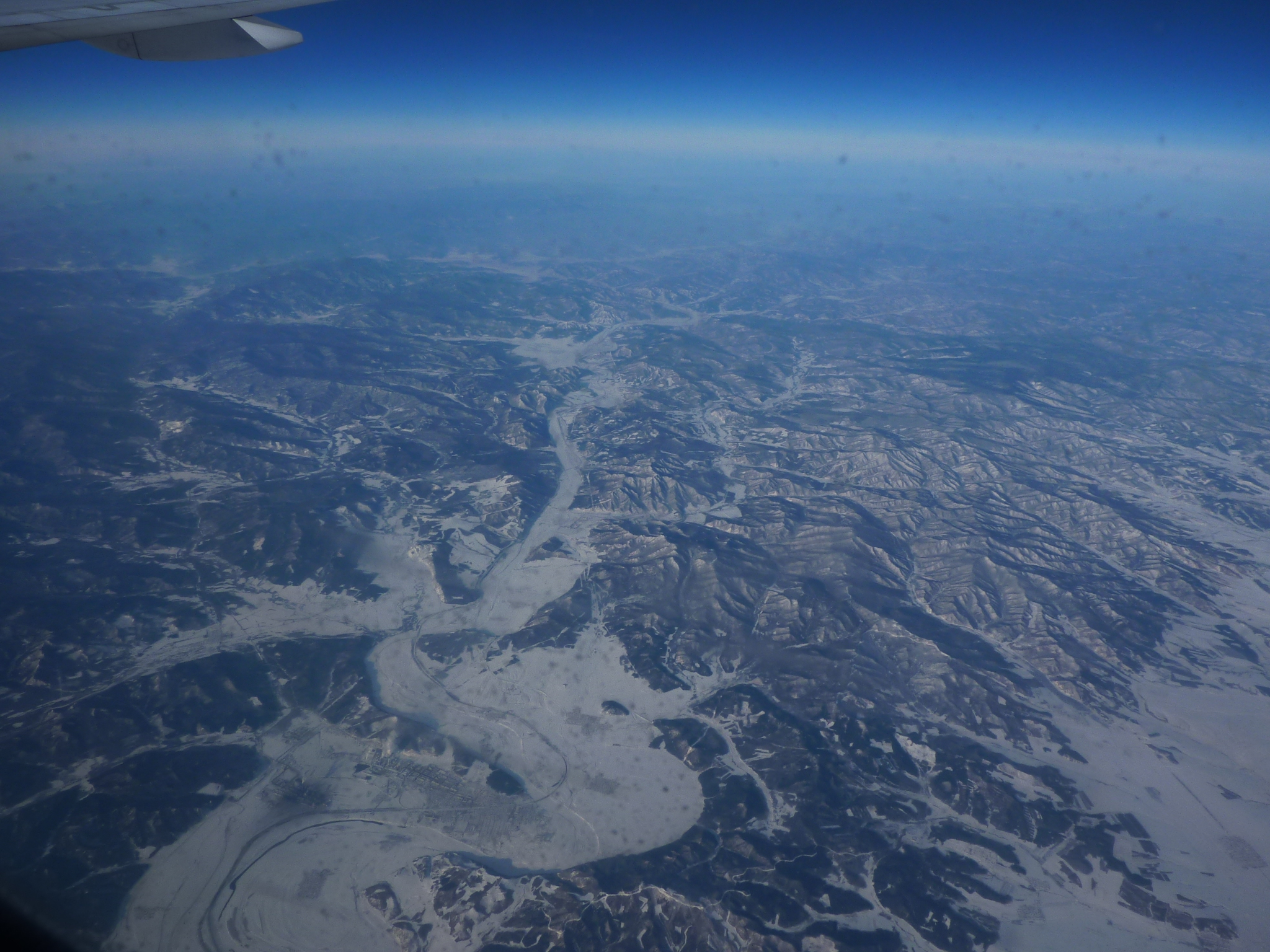
Vue aérienne du Petit Khingan vers Haolianghe.